# العياب
العياب قرية تتبع مركز شمنصير التابع لمحافظة الكامل، ويبعد عنها 45كم،  يوجد بها مدارس للبنين والبنات لجميع المراحل التعليمية، توجد بها النقطة الأمنية للمدخل الشرقي لمحافظة الكامل، بها مركز صحي، ينحدر وادي العياب من أعلى الحرة إلى أن يصب في وادي السبعان. في عام 1431 تم إنشاء سد وادي العياب حيث تبلغ سعتة التخزينية حوالي 527110 متر مكعب ويعتبر سد وادي العياب من أهم المعالم السياحية بالمنطقة، توجد على امتداد وادي العياب العديد من مزارع النخيل والحمضيات والدخن والخضار وتعتبر منتجات هذه المزارع من اجود المنتجات بالمنطقة، سكان العياب هم قبيلة العبده وقبيلة المداهين ويتبع لها العديد من الهجر والاحياء .

## الموقع الجغرافي
تقع العياب جنوب غرب جبال الندره عند خط الطول E 40.02148 ° ودائرة العرض N 22.43959 ° وتبعد عن مكة المكرمة 175كم باتجاه الشمال الشرقي وتبعد عن جدة 150 كم وتبعد عن المدينة المنورة 250كم جنوباً وتربطها بهذه المدن شبكة من الطرق .

## السكان
يبلغ عدد سكان قرية العياب ما يزيد عن 2000 نسمة

## التعليم[3]
تاسست أول مدرسة ابتدائية بالعياب عام 1395هـ والان بها مدارس للبنين والبنات :
- سيف الدولة الحمداني الابتدائية بنين
- العياب المتوسطة بنين
- العياب الثانوية بنين
- حلقات تحفيظ القرآن بنين
- العيبه الابتدائية بنات
- العيبه المتوسطة بنات
- العيبه تعليم كبيرات

## الهجر والاحياء التابعة
يتبع للعياب العديد من الهجر والاحياء منها:
- العيبه العليا
- العيبه الوسطى
- العيبه السفلى
- هجرة معذره
- عويقر
- بناوه
- السهيف
- وادي شوان
- المثينية